# Paphiopedilum pereirae
Paphiopedilum pereirae är en orkidéart som först beskrevs av Henry Nicholas Ridley, och fick sitt nu gällande namn av Peter Geoffrey Taylor. Paphiopedilum pereirae ingår i släktet Paphiopedilum och familjen orkidéer. Inga underarter finns listade i Catalogue of Life.